# Heavy Cross
Heavy Cross è il primo singolo estratto dall'album Music for Men del gruppo musicale statunitense Gossip. Il brano è stato pubblicato il 28 aprile 2009 negli USA.

## Videoclip
Il video musicale prodotto per Heavy Cross è stato presentato in anteprima sul sito di Perez Hilton il 12 giugno 2009. Il video ruota essenzialmente intorno al gruppo dei Gossip, intenti ad interpretare il brano in un ambiente completamente scuro, in cui la cantante Beth Ditto, compare di volta in volta vestita con un abito diverso. Il regista del video è Whitey McConnaughy.

## Tracce
UK CD track listing
1. Heavy Cross
2. Heavy Cross (Fred Falke Remix)

Australia CD track listing
1. Heavy Cross (Radio Edit)
2. Heavy Cross
3. Heavy Cross (Fred Falke Remix)
4. Heavy Cross (Burns Remix)

## Cover
Nel 2013 viene realizzata una cover del brano, alla prima edizione di The Voice of Italy, eseguita da Diana Winter in duetto con Francesca Monte, il duetto viene inserito nella compilation The Voice of Italy - The Best of Battles.

## Classifiche
| Classifica (2009) | Posizione più alta |
| ----------------- | ------------------ |
| Australia         | 7                  |
| Austria           | 4                  |
| Belgio (Fiandre)  | 4                  |
| Belgio (Vallonia) | 3                  |
| Francia           | 23                 |
| Germania          | 2                  |
| Italia            | 4                  |
| Nuova Zelanda     | 12                 |
| Paesi Bassi       | 20                 |
| Regno Unito       | 37                 |
| Spagna            | 16                 |
| Svizzera          | 2                  |